# ویلکوو (شهرستان اوپوله لوبلسکیه)
ویلکوو (به لاتین: Wilków) یک روستا در لهستان است که در گمینا ویلکوو (استان لوبلین) واقع شده‌است. ویلکوو ۲۰۸ نفر جمعیت دارد.